# 刘公案
《刘公案》，是中国清朝末年的公案小说。刘公指的就是清朝乾隆年間的大学士刘墉。共106回，收录公案小说《刘墉传奇》、《罗锅逸事》、《满汉斗》、《双龙传》、《青龙传》等5种。書中大部份情節實屬虛構，一方面描述了刘墉在江湖豪俠的幫助下，如何懲治贪官惡霸的故事。但更多的情节是刘墉与和珅、乾隆帝斗智的故事，所以称《满汉斗》、《君臣斗智》。这一情节非常知名，后来的单口相声《刘墉斗和珅》、《满汉斗》、《君臣斗智》等（以刘宝瑞表演的最著名）、电视剧《宰相刘罗锅》、《铁齿铜牙纪晓岚》都深受影响。